# Handelsregisterverordnung (Schweiz)
Die schweizerische Handelsregisterverordnung (HRegV; SR 221.411) wurde am 17. Oktober 2007 beschlossen und trat am 1. Januar 2008 in Kraft.
Die Verordnung regelt die Führung der Handelsregister; den Aufbau und Inhalt des Handelsregisters; den elektronischen Verkehr mit den Behörden; die Verfahren zur Eintragung, Änderung und Löschung der Rechtseinheiten; die Auskunftserteilung und Einsichtnahme ins Handelsregister.

## Grundlage
Gesetzliche Grundlage bilden Artikel 933 (Absatz 2), 943 und 950 des Obligationenrechts (OR) [SR 220] vom 30. März 1911 sowie Artikel 102 (Buchstabe a) des Fusionsgesetzes (FusG) [SR 221.301] vom 3. Oktober 2003.

## Strukturierung des Gesetzestextes
Die HRegV gliedert sich in der Fassung 2022 in acht Titel, die nach Bedarf in Kapitel und Abschnitte untergliedert sind.
- Allgemeine Bestimmungen
- Eintragungsverfahren
- Rechtsformspezifische Bestimmungen für die Eintragung
- Rechtsformübergreifende Bestimmungen für die Eintragung
- Eintragungen von Amtes wegen
- Rechtsbehelfe und Rechtsmittel
- Aktenaufbewahrung, Aktenherausgabe, Datensicherheit
- Schlussbestimmungen